# Бернардо II де Кабрера
Бернардо де Кабрера или Бернат II де Кабрера (исп. Bernardo de Cabrera, Bernardo II de Cabrera; ? — 26 июля 1364, Сарагоса) — арагонский дворянин, дипломат и военный, носивший титулы виконта Кабреры, который он унаследовал с апреля 1328 по 1343 год, когда он был передан его сыну, и когда он умер, он снова владел им с 1349 по 1350 год — год, когда он передал его своему второму сыну, — и виконту де Бас в 1335 году, но он обменял его на Кановес и Бель-льок, и снова он владел им с 1352 по 1354 год.

## Биография

### Семейное происхождение и ранние годы
Родившийся в 1298 году в Калатаюде, 1 Бернардо II де Кабрера был сыном Бернардо I де Кабрера (+ 1332), принадлежавшего ко второй ветви семьи, и Леонор Гонсалес де Агилар (ум. 1337), дочери Гонсало Яньеса, 1-го сеньора де Агилар. Двоюродная сестра его отца, маркиза де Кабрера, единственная дочь Хиральдо VI, виконта Кабреры, и Санча де Санта-Эухения, унаследовала виконтство Кабреры.
Дед Рамон де Кабрера и даже отец Бернардо I, а также сам Бернардо II были основными опорами в правительстве Маркизы де Кабрера (ок. 1266—1328) с 1278 года. Маркиза де Кабрера, вышедшая замуж за 21-го графа Понсе V д’Ампурьяса (+ 1313), от которого она овдовела в 1313 году, пережила всех своих детей и по этой причине в своем завещании она завещала титул виконта Бернардо II де Кабрера, своему универсальному наследнику.
Бернарду II пришлось столкнуться с несчастливым браком и политическими конфликтами с королем. Он стал преемником своего отца в 1332 году, а также унаследовал виконтство Бас в 1335 году после смерти Уго VI д’Ампурьяса, другого дальнего родственника, хотя вскоре после этого он обменял его с королем Арагона Педро IV на виконтство Кановеса и Бель-льока.

### Военная карьера
Бернардо участвовал в арагонской экспедиции на Сардинию против Пизанской республики в 1323 году, а затем в кампании на Майорке, в результате которой одноимённое королевство было реинтегрировано в состав Арагонской короны (1343 год). После этого он удалился в монастырь Сан-Сальвадор-де-Бреда, оставив управление виконтством своему сыну Понсе. Однако король Педро IV сделал его своим советником в 1347 году во время гражданских конфликтов того времени. Во время Войны Союза (1347—1348) он сражался в битве при Эпиле против Арагонской унии (1348 г.) и вскоре после этого в битве при Мислате против Валенсийского союза. Превратившись в доверенное лицо короля, он был наставником Хуана II Арагонского и снова получил от короля виконтство Бас.
Он вернулся на Сардинию, чтобы командовать флотом, разгромившим генуэзскую армию в морском сражении при Порт-дель-Конте, и взял Альгеро в 1353 году. Позже он разгромил юдикат Арбореи в битве при Куарту, последнем сардинском государстве, сопротивлявшемся арагонскому завоеванию (1354).
В 1354 году он написал Ordinacions del fet de la mar, который регулировал Королевский флот Короны Арагона.

### Война двух Педро
В 1356 году разразилась Война двух Педро между королем Педро I Кастильским и королем Педро IV Арагонским, в которой должен был участвовать Бернардо. В качестве посла арагонского монарха он вел переговоры о Пас-де-Деса или Пас-де-Террер между Кастилией и Арагоном, подписанном 18 мая 1361 года.
Война, однако, продолжалась, и когда Бернардо де Кабрера отказался поддержать союзников своего короля, Энрике де Трастамара и Карлоса II Наваррского, против их общего врага, короля Кастилии Педро Жестокого, Кабрера впал в немилость. Кастильский король отклонил соглашение, заявив, что его частью была смерть Энрике и Фернандо Арагонских, братьев арагонского короля. По обвинению в намерении убить их Бернардо был обезглавлен в Сарагосе 26 июля 1364 года.

## Брак и потомство
Бернардо II де Кабрера женился на Тимбор де Фенолье, дочери Педро III де Фенолье, 1-го виконта Иллы, и Эскаламунды де Кане, 1-й виконтессы Кане. Брак был проблематичным, поскольку оба обычно жили раздельно, поэтому Тимбор жила в замке Монклюс и много лет безуспешно добивалась от папы римского аннулирование их брака.
От этого брака родилось как минимум трое детей:
- Понсе IV де Кабрера (1320—1349), который стал 9-м виконтом Кабреры, пока его отец был жив в 1343 году, до своей смерти в возрасте 29 лет. Он женился на Беатрис Фольк де Кардона, но у них не было потомков.
- Бернардо III де Кабрера (1325—1368), 10-й виконт де Кабрера, когда его отец снова принял титул на короткий период времени после смерти его старшего сына, он передал его ему в 1350 году, также при жизни и, следовательно, большую часть имущества. Позже, по королевской воле, ему был пожалован титул 1-го графа Осоны в 1356 году, но он вернулся к короне в 1364 году. Он женился на Маргарите де Фуа Кастельбо, у них было пятеро детей (Бернардо IV де Кабрера, 11-й виконт де Кабрера и 1-й граф де Модика; Понсе де Кабрера; Леонор де Кабрера, Хуана де Кабрера и Педро де Кабрера, алькайд замков Гарсимуньос и Иньеста).
- Рамон де Кабрера (род. 1330), отец Педро де Кабрера (род. 1368), который женился на Майор Алонсо Тельес, и они были родителями Алонсо Тельеса де Кабрера (род. ок. 1398).